# Richmond (hrabstwo Shawano)
Richmond – miasto w Stanach Zjednoczonych, w stanie Wisconsin, w hrabstwie Shawano.